# Norsjön (Åsele socken, Lappland, 712428-159750)
Norsjön är en sjö i Åsele kommun i Lappland och ingår i Gideälvens huvudavrinningsområde. Sjön har en area på 0,702 kvadratkilometer och ligger 331,1 meter över havet.

## Delavrinningsområde
Norsjön ingår i det delavrinningsområde (712494-159777) som SMHI kallar för Utloppet av Norsjön. Medelhöjden är 367 meter över havet och ytan är 5,19 kvadratkilometer. Räknas de 3 avrinningsområdena uppströms in blir den ackumulerade arean 13,86 kvadratkilometer. Vattendraget som avvattnar avrinningsområdet har biflödesordning 2, vilket innebär att vattnet flödar genom totalt 2 vattendrag innan det når havet efter 175 kilometer. Avrinningsområdet består mestadels av skog (84 procent). Avrinningsområdet har 0,7 kvadratkilometer vattenytor vilket ger det en sjöprocent på 13,5 procent.